# فيليب بومان
فيليب بومان (بالإنجليزية: Philip Bowman)‏ هو شخصية أعمال أسترالي وبريطاني، ولد في 14 ديسمبر 1952 في أستراليا.